# 蘭斯蒂芬城堡
蘭斯蒂芬城堡是位於英國威爾斯卡馬森郡城市蘭斯蒂芬的一座城堡，其歷史可以追溯至鐵器時代。現在的城堡修建於諾曼入侵威爾斯時期，於1146年開始修建。城堡現在由Cadw管理。